# Сибли (округ)
Си́бли (англ. Sibley County) — округ в штате Миннесота, США. Административный центр и крупнейший город — Гейлорд. По переписи 2000 года в округе проживают 15 356 человек. Площадь — 1555 км², из которых 1524,5 км² — суша, а 30,5 км² — вода. Плотность населения составляет 10 чел./км².

## История
Округ был основан в 1853 году.